# الحمورية
الحمورية بفتح الحاء ومد الميم مع تشديدها. هو أحد أنواع التمور التونسية، يكون بسره أحمر وتمره أسود، ويعتبر من الرطب وينضج في شهر أكتوبر.